# گروه جانوس کپیتال
گروه جانوس کپیتال (انگلیسی: Janus Capital Group) شرکت سرمایه‌گذاری آمریکایی است، که در سال ۱۹۶۹ تأسیس شد.